# Diceratiden
Diceratiden (Diceratiidae) zijn een familie van straalvinnige vissen uit de orde van Vinarmigen (Lophiiformes).

## Geslachten
- Bufoceratias Whitley, 1931
- Diceratias Günther, 1887